# 12574 LONEOS
12574 LONEOS este un asteroid din centura principală de asteroizi.

## Descriere
12574 LONEOS este un asteroid din centura principală de asteroizi. A fost descoperit pe 4 septembrie 1999 la Fountain Hills de Charles W. Juels. El prezintă o orbită caracterizată de o semiaxă mare de 2,69 ua, o excentricitate de 0,09 și o înclinație de 11,0° în raport cu ecliptica.